# 釋永惺
釋永惺，SBS（1925年—2016年5月6日），俗名刘克勤，曾任香港佛教聯合會首席副會長（第61屆起擔任榮譽會長）、香港佛教僧伽聯合會副會長、香港菩提學會會長、西方寺（開山）住持、遼寧省朝陽市佑順寺研修學苑主席、馬來西亞亞庇普陀寺住持、山打根慈雲寺住持、美國德州佛教會主席、西澳菩提寺創辦人。

## 生平
法師法名演霖，別字永惺，生於1925年，祖籍遼寧喀喇沁左翼蒙古族自治縣，俗家姓劉，學名克勤，有兄弟姊妹6人，家中務農，雙親也是虔誠的佛教徒。十二歲依常修老法師出家，二十一歲受具足戒於瀋陽市護國萬壽禪寺；求學於哈爾濱觀音寺佛學院及青島湛山寺佛學院，於倓虛、定西長老座下，攻讀三藏教典。後接法於倓虛長老，為天台宗第四十五代傳人。為避戰亂，釋永惺1948年來港後就讀於華南學佛院，攻讀三藏教典，並與許多近現代高僧結下法緣。
1951年，釋永惺隨定西長老等創東林念佛堂。
1966年，釋永惺加入香港佛教聯合會第13屆董事會，其後曾擔任董事、常務董事、總務主任、副會長、首席副會長等職，更由第61屆董事會起擔任榮譽會長。
2006年初，釋永惺本著大悲無畏之精神，以續佛慧命為誓願，發起修復遼寧省朝陽市佑順寺，重建大殿，策劃興建「東北佛學院」；並與當地著名學府遼寧大學合辦「永惺佛學研究中心」。
2012年，香港特區政府授予釋永惺銀紫荊星章，以表彰他多年來熱心服務社會，致力弘揚佛法。
2016年5月6日，釋永惺於上午8時07分住世緣盡，世壽九十一歲。

## 教育事業
釋永惺辦有菩提佛學院、華夏書院、真理英文中學；與洗塵法師等同辦能仁書院；並辦有多間幼稚園，更資助國內興辨希望中、小學十多所。

## 榮譽
- 2012年獲銀紫荊星章